# Ульмер, Андреас
А́ндреас У́льмер (нем. Andreas Ulmer; род. 30 октября 1985, Линц, Австрия) — австрийский футболист, левый защитник клуба. Выступал в национальной сборной Австрии.

## Карьера
Начинал карьеру в венской «Аустрии», в составе которой числился 3 сезона. В 2008 году выступал за «Рид». С 2009 играет в зальцбургском клубе «Ред Булл». В апреле 2019 года Ульмер продлил контракт с клубом до лета 2022 года.
| №  | Дата            | Оппонент          | Счёт | Голы | Пасы | Карточки | Минуты | Соревнование             |
| -- | --------------- | ----------------- | ---- | ---- | ---- | -------- | ------ | ------------------------ |
| 1  | 11 февраля 2009 | Швеция            | 0:2  | —    | —    | —        | 12'    | Товарищеский матч        |
| 2  | 10 октября 2009 | Литва             | 2:1  | —    | —    | —        | 90'    | Отбор ЧМ-2010 (группа G) |
| 3  | 18 ноября 2014  | Бразилия          | 1:2  | —    | —    | —        | 13'    | Товарищеский матч        |
| 4  | 14 ноября 2017  | Уругвай           | 2:1  | —    | —    | —        | 90'    | Товарищеский матч        |
| 5  | 27 марта 2018   | Люксембург        | 4:0  | —    | —    | —        | 90'    | Товарищеский матч        |
| 6  | 6 сентября 2018 | Швеция            | 2:0  | —    | —    | —        | 25'    | Товарищеский матч        |
| 7  | 12 октября 2018 | Северная Ирландия | 1:0  | —    | —    | —        | 90'    | Лига наций 18/19 (В)     |
| 8  | 16 октября 2018 | Дания             | 0:2  | —    | —    | —        | 90'    | Товарищеский матч        |
| 9  | 18 ноября 2018  | Северная Ирландия | 2:1  | —    | —    | —        | 90'    | Лига наций 18/19 (В)     |
| 10 | 24 марта 2019   | Израиль           | 2:4  | —    | —    | —        | 90'    | Отбор ЧЕ-2020 (группа G) |
| 11 | 7 июня 2019     | Словения          | 1:0  | —    | —    | —        | 90'    | Отбор ЧЕ-2020 (группа G) |
| 12 | 10 июня 2019    | Македония         | 4:1  | —    | —    | —        | 90'    | Отбор ЧЕ-2020 (группа G) |
| 13 | 6 сентября 2019 | Латвия            | 6:0  | —    | —    | —        | 90'    | Отбор ЧЕ-2020 (группа G) |
| 14 | 9 сентября 2019 | Польша            | 0:0  | —    | —    | —        | 90'    | Отбор ЧЕ-2020 (группа G) |
| 15 | 10 октября 2019 | Израиль           | 3:1  | —    | —    | —        | 90'    | Отбор ЧЕ-2020 (группа G) |
| 16 | 13 октября 2019 | Словения          | 1:0  | —    | —    | 36'      | 90'    | Отбор ЧЕ-2020 (группа G) |

Итого: сыграно матчей: 16 / забито голов: 0; победы: 11, ничьи: 1, поражения: 4.

## Достижения
«Ред Булл» (Зальцбург)
- Чемпион Австрии (13): 2008/09, 2009/10, 2011/12, 2013/14, 2014/15, 2015/16, 2016/17, 2017/18, 2018/19, 2019/20, 2020/21, 2021/22, 2022/23
- Обладатель Кубка Австрии (9): 2011/12, 2013/14, 2014/15, 2015/16, 2016/17, 2018/19, 2019/20, 2020/21, 2021/22